# Baroque
BAROQUE（バロック）は、日本のヴィジュアル系ロックバンド。フリーウィル所属。ヴィジュアル系におけるサブジャンルのひとつであるオサレ系（お洒落系）の元祖とされる事が多い。
2001年結成、2004年解散。2011年再結成。2020年無期限活動休止。

## メンバー
- 圭（けい） - ギター、ピアノ、シンセサイザー
  - 本名：濱田圭（はまだ けい）
  - 1984年8月12日生
  - 神奈川県座間市出身
  - 幼少の頃は様々な英才教育を受けた（４歳で空手を始め、習字、絵画教室、水泳等）[1]

### 元メンバー
- 怜（りょう） - ボーカル、ギター
  - 本名：兒玉龍（こだま りょう）
  - 1982年7月24日生
  - 東京都青梅市出身
  - 幼少の頃は川で魚をとって遊ぶなど、青梅の自然に囲まれた環境で育つ[2]
  - 2020年9月8日に歌手活動引退。
- 晃（あきら） - ギター、テルミン
  - 期間：結成 - 2013年
  - 本名：大野晃（おおの あきら）
  - 1977年8月30日生
  - 2012年末脱退[3]。
- 万作（ばんさく） - ベース
  - 期間：結成 - 2012年
  - 本名：林万作（はやし ばんさく）
  - 1977年10月29日生
  - 2012年6月のツアー「TOURバロック現象 第3現象 激しいライブハウスツアー」の直前に失踪[4]。
- ナル - ドラム
  - 期間：結成 - 2002年4月2日
- 祐二（ゆうじ） - ドラム
  - 期間：2002年6月8日 - 2003年5月

### 主なサポートメンバー
太字は2018年10月時点。
- ベース
  - 中村泰造（2012年 - 2013年）
  - TOKIE （2014年 - 2017年）
  - 人時 （2014年）
  - 中西智子 （2016年）
  - 明希 （2016年 - 2017年）
  - 高松浩史（2017年 ‐ 2020年）

- ドラム
  - 淳士（2003年）
  - かどしゅんたろう（2004年、2014年 - 2016年）
  - ササブチヒロシ （2011年 - 2014年）
  - KENZO （2016年 - 2020年）
  - 山口大吾（2019年）
  - Satoshi（2019年）

- マニピュレーター
  - 阿部尚徳（2003年 - 2004年）
  - 辺見直義（2012年 - 2014年）
  - 佐久間薫（2017年 ‐ 2019年）
  - hico（2019年 - 2020年）

## 概要
2001～2004年
2001年5月に結成され、2001年8月にライブ活動を開始する。ドラムのメンバーチェンジを繰り返し、結果ドラムレスバンドに至る。華やかな外見と退廃的な世界観が主流であった90年代のヴィジュアル系ブームが衰退しつつあった当時において、薄いメイクにラフな衣装、更にミクスチャー・ロック、ポストロック、シューゲイザーなど、特定のジャンルに留まらない様々な音楽性を取り入れた楽曲で人気を博した。
2003年7月24日、シングル「我伐道」でメジャー・デビュー。8月20日、初の日本武道館公演を行う。当時、結成から2年3ヶ月で日本武道館に立つのは史上最速の記録。9月、突如活動を休止するも12月のライブで活動再開。
2004年4月7日、シングル「ila.」を皮切りにコンスタントに作品のリリースを続けるも、9月11日に万作の脱退による解散を発表。12月25日のZepp Tokyoで行われたラストライブ「baroque last live 無未来-NO FUTURE-」にて解散。
その後、怜と圭はkannivalism、万作と晃はboogiemanとしてそれぞれ活動。
2011～2013年
2011年7月17日に横浜赤レンガ倉庫野外特設ステージでフリーライブを行い、9月に本格的な活動再開を発表。2012年1月4日に同時発売したシングルが、オリコンチャート週間シングルランキング（2012年1月16日付）にてトップ5内に3作同時にランクイン。インディーズアーティストによるシングルランキングでの記録としては史上初であった。
2012年6月24日に万作が突如行方不明になったことを公表。翌々日から予定されていた全国ツアー「TOURバロック現象 第3現象 激しいライブハウスツアー」は「TOURバロック現象 第3現象 激しいライブハウスツアー ～ばんさくをさがせ～」に変更し、万作不在のまま敢行。7月30日に代理人を名乗る人物から体調不良による契約解除の申し出の書面が届く。再メジャー・デビューを控えた状況での突然の一方的な申し出のため、メンバー側は復帰に向けた手がかりを模索していたが、後に正式に脱退。メンバーは原因を「プライベートでの女性関係」としている。2012年末、アルバム「ノンフィクション」製作中に晃がバンドを離脱、その後正式に脱退（のちに和解）。その後は怜と圭の2人にサポートメンバーを加えた体制での活動を行っており、圭は「今後正式メンバーを入れたりする事は無い」と明言している。
2014～現在
2014年2月の全国ツアー「SYMMETRIA」より、バンド名の表記が大文字の「BAROQUE」となる。
2015年5月27日、2人体制での初のアルバム「PLANETARY SECRET」をリリース。
2016年10月26日、初の外部からのプロデューサーとしてL'Arc〜en〜Cielのkenを迎えたシングル「G I R L」をリリース。
2018年7月24日、シングル「AN ETERNITY」「FLOWER OF ROMANCE」を2枚同時リリース。同年12月25日、シングル「YOU」をリリース。c/wには、アルバム「ノンフィクション」収録の「何千何万何億の君への想い」を新たにレコーディングしなおした「何千何万何億の君への想い 2018」が収録されている。
2019年4月30日、2人体制となって初のホールワンマン「VISION OF // PEP」を日本橋三井ホールにて開催。本公演はリリース予定のアルバム「PUER ET PUELLA」（ピュエル エ ピュエラ：ラテン語で"少年少女"の意）のお披露目公演でもあった。7月13日、アルバムの視聴会とトークイベントを開催。7月24日の名古屋E.L.L.を皮切りに、全国21カ所にわたるツアー「THE BIRTH OF LIBERTY」を決行。7月30日、先行シングル4曲を含む4年2ヶ月ぶりの4thアルバム「PUER ET PUELLA」をリリース。精力的にライブ活動を行う一方、11月1日に突如カウントダウンが始まり、2日0時、翌2020年1月にニューアルバム「SIN DIVISION」のリリースを発表。前作リリースから4ヶ月というショートスパンでの告知、またツアー中の出来事ということもありファン・関係者を大いに沸かせた。
2020年1月10日、「THE BIRTH OF LIBERTY」ツアーファイナルをハーモニーホール座間で開催。ギター圭にとっては凱旋公演となった。1月28日、アルバム「SIN DIVISION」をリリース。これにより、圭曰く「2人体制になったときに作りたいと思った3枚のアルバム」が完成することとなる。しばしば「PLANETARY SECRET（PS）」は黒い本、「PUER ET PUELLA（PEP）」は白い本、「SIN DIVISION（SD）」は赤い本と形容される。年2月より「SIN DIVISION」を引っさげてツアー開催予定であったが、5月末現在、新型コロナウイルス感染症拡大防止に伴う自粛により公演の延期を余儀なくされている。4月3日「STAY」をYouTubeにて公開。デモ音源を用いて緊急公開した映像は、新型コロナウイルス感染拡大防止のため、怜（Vo）と圭（G）が自宅から外に出ることなく、インターネット上での遠隔コミュニケーションを重ねて生み出したもの。全編英詞の歌詞は2人の共作。MVはファン参加型を試み、Twitter、LINEのオープンチャット機能を活用し、「自分の大切なもの、守りたいもの、好きなもの」などの画像やコメントを募った上で、編集したものが新たに公開された。9月8日、同月をもって怜の音楽活動引退と、BAROQUEの無期限活動休止を発表。発表に際し、怜は公式サイトにて心境と経緯について綴ったコメントを発表、圭はツイキャス、ソロライブMCの場にて口頭で説明している。

### その他
アルバム「PLANETARY SECRET」リリースの際には、アルバムのモチーフとなった星にちなんでプラネタリウムでの先行試聴会を開催。その後、スマートフォンでの撮影およびSNS等での共有を許可したライブ、ライブペインティングによる演出、客席中央に円形ステージを設置した360度ライブ、フラワーアーティストによるステージ演出など、近年は実験的なスタイルの公演も積極的に行っている。

### バンド名の表記について
在籍メンバーや音楽性の変化に併せてバンド名の表記を変えることがある（読みは全て「バロック」で共通）
2001年の結成からシングル「スケベボウイ」までは、片仮名の「バロック」（バが左右反転したロゴを使用。「ﾂヽロック」とも）表記を使用。バンドの方向性の変化にともない2002年末頃から英語小文字の「baroque」表記が増え、以後はこの表記が主流となる。なお2004年のシングル「Nutty a hermit.」から第一期の解散までは「brq」も使用されていた。
2011年以降の復活と再結成においては「baroque」および「バロック」の二種類を併用していたが、晃と万作の脱退、怜と圭の2人体制スタートにともない、2014年のツアー「SYMMETRIA」以降は「BAROQUE」と大文字に改めている。なお、現在のBAROQUEのロゴについては再出発の決意とし改めてデザインされた。怜、圭、2人の同じ星座の獅子座のマークがモチーフになっている。

## ディスコグラフィ

### デモテープ
|     | 発売日        | タイトル       | 収録曲                               | 備考                        |
| --- | ------------- | -------------- | ------------------------------------ | --------------------------- |
| 1st | 2001年8月12日 | Mと積み木遊び  |                                      | 500本限定販売。現在入手不可 |
| 2nd | 2001年9月26日 | 否定デリカシー | 1. あなくろフィルム 2. Mと積み木遊び | 1000本限定販売              |

### ソノシート
|     | 発売日        | タイトル | 備考                                             |
| --- | ------------- | -------- | ------------------------------------------------ |
| 1st | 2002年3月31日 | 投身台   | 新宿リキッドルームワンマンライブ限定配布・非売品 |

### 映像作品

#### VHS
|     | 発売日        | タイトル         | 規格品番 | 備考                                    |
| --- | ------------- | ---------------- | -------- | --------------------------------------- |
| 1st | 2001年8月12日 | あなくろフィルム | SCBV-001 | 現在入手不可                            |
| 2nd | 2003年4月3日  | 絶交KAMEN Final  |          | NHKホールワンマンライブ限定配布・非売品 |

## ミュージック・ビデオ
| 監督     | 曲名                                                                                   |
| -------- | -------------------------------------------------------------------------------------- |
| 近藤廣行 | 「Butterfly」「PUER ET PUELLA」                                                        |
| 井上哲央 | 「我伐道」「ila.」「ガリロン」                                                         |
| 鈴木大伸 | 「Nutty a hermit.」                                                                    |
| 大野敏嗣 | 「キズナ（アコースティック Ver.）」                                                    |
| orange   | 「ザザ振り雨」「メロウホロウ」                                                         |
| 青木亮二 | 「GIRL」                                                                               |
| YUTARO   | 「AN ETERNITY」「FLOWER OF ROMANCE」「YOU」「STARRY BOY」「S T A Y (demo)」「S T A Y」 |
| インテツ | 「何千何万何億の君への想い 2018」                                                      |
| 不明     | 「唄」                                                                                 |

## 主なライブ・ツアー

### 2001～2004年
- 2001年 - バロック主催「ともだちTOUR」
- 2002年 - ワンマン「TOKIO DOMEstic violence」
- 2002年 - ワンマン「恋泥棒」
- 2002年 - 初海外LIVE「わるのり」
- 2002年 - ワンマンツアー「the 中☆西」
- 2002年 - ワンマン「東京好青年金⃝快感」
- 2002年 - ワンマン「フェロモンシャワー」
- 2003年 - ラストインディーズ ツアー「絶交KAMEN」
- 2003年 - メジャーデビューFirst GIG「小人プロ©」
- 2004年 - ワンマンツアー「Nutty a Hermit.」
- 2004年 - Last Live「無未来-NO FUTURE-」

### 2011～2013年
- 2011年 - バロック完全無料ライブ「お代は結構要りませんから」
- 2012年 - 完全復活ライブ baroque Re:First Live IN FUTURE
- 2012年 - TOUR バロック現象 第1現象 楽しいライブハウスツアー
- 2012年 - TOUR バロック現象 第2現象 baroque初のホールツアー
- 2012年 - TOUR バロック現象 第3現象 激しいライブハウスツアー
- 2012年 - ナイトメア vs バロック 「NATURAL BORN ERRORS」
- 2012年 - TOUR バロック現象 第4現象
- 2013年 - TOUR バロック現象 第5現象
- 2013年 - TOUR バロック現象 第0現象
- 2013年 - バロック vs vistlip 「reversion fruits」

### 2014～現在
- 2014年 - バロック 2014全国ツアー「SYMMETRIA」
- 2014年 - バロック 2014全国ツアー「de novo」
- 2014年 - The SURVIVERZ '14（LM.C、BAROQUE、GREMLINS）
- 2015年 - BAROQUE TOUR 2015「OPEN YOUR WORLD AND SEE THE LIGHT」([Mercury]/[Venus]/[Earth]/[Mars]/[Jupiter]/[Saturn]/[Uranus]/[Neptune]/[Pluto]/[Sun])
- 2015年 - BAROQUE × THE NOVEMBERS TOUR 「adbn」
- 2015年～2016年 - GOOD MORNING BOYS AND GIRLS
- 2016年 - GIRL //SO// SWEET GIRL //SO// BRAVE
- 2016年 - PERFECT WORLD
- 2017年 - PERFECT WORLD2
- 2017年 - ASH DA HERO 2MAN SHOW SERIES 2017「CONNECT X」【ACT.2】
- 2017年 - Rayflower×BAROQUE「Night which GLORIOUS」
- 2017年 - SKY FITS HEAVEN
- 2017年 - BAROQUE TOUR FLOWER OF ROMANCE
- 2017年 - A9×BAROQUE「Singularity」
- 2017年 - BAROQUE×MERRY「現代あなくろ仮装宴」
- 2017年 - BAROQUE TOUR ALL OF THE LOVE, ALL OF THE DREAM
- 2018年 - BAROQUE TOUR 2018 IN THE ATMOSPHERE
- 2018年 - BAROQUE TOUR 2018 FALLING FOR // YOU
- 2019年 - BAROQUE主催 2MAN LIVE SERIES : kiss the sky Ⅰ～IV(Ⅰ Rayflower/II GOTCHAROCKA/III sleepyhead/IV ACID ANDROID)
- 2019年 - SHIN×BAROQUE「SKULL HEADS SPEAKING vol.3」

- 2019年～2020年 - BAROQUE THE BIRTH OF LIBERTY
- 2019年 - BAROQUE × THE NOVEMBERS TOUR "BRILLIANCE"
- 2019年 - 彩冷える x BAROQUE VIVA LA KNZ SPECIAL 〜KENZO Birthday 2MAN LIVE〜
- 2020年 - BAROQUE TOUR SAINTS OR SINNERS (初日 Umeda Zeela公演)

### 主な出演イベント
- 2001年10月14日 - 森羅万象
- 2002年02月22日 - Interscope vol.4
- 2002年04月01日 - SHOCK JAM
- 2002年04月07日 - 東京大音楽講演会「青天霹靂」～春の便り～
- 2002年05月30日 - SPEED DISK PRESENTS～森羅万象
- 2012年09月29日・10月06日 - little HEARTS.4th Anniversary 「MY little HEARTS.Special Edition Vol.4」
- 2013年11月04日 - little HEARTS. 5th Anniversary 「My little HEARTS.Special Edition Vol.5」
- 2014年07月10日 - THE SURVIVORS'14
- 2014年11月12日 - FWD PRESENTS【beauty;tricker】vol.1
- 2014年12月20日 - The 5th NOVA
- 2015年09月12日 - SAITAMA SUPER ARENA 15th Anniversary 肉ロックフェス2015
- 2015年12月31日 - Tokyo Chaos 2015
- 2016年09月11日・18日・25日・10月02日・09日 - PARTY ZOO ～Ken Entwines Naughty stars～
- 2016年12月31日 - Tokyo Chaos 2016
- 2017年11月23日 - PARTY ZOO 2017 DAY2
- 2018年08月09日 - BugLug主催Fes「バグサミ」
- 2018年12月09日 - ANTI ONION RECORDS PRESENTS VIVA LA KNZ Vol.3 〜 KENZO BIRTHDAY PARTY 2018〜※Secret Guest
- 2019年01月14日 - Free-Will SLUM Day2